# Psicologia do investimento prévio
A “psicologia do investimento prévio” é um termo cunhado por James Howard Kunstler para descrever os custos irrecuperáveis do estilo de vida urbano/suburbano moderno. É a relutância em abandonar tecnologias e padrões de infraestruturas urbanas nas quais os humanos já fizeram investimentos substanciais e é vista como um dos principais contribuintes para as crises energéticas modernas. O termo foi aplicado à relutância em abandonar territórios que enfrentam a subida do nível do mar, como na Flórida.